# Naniwa Danshi
Naniwa Danshi (なにわ男子) és una boy band d'idols japonesa creada per l'agència de talents masculins Johnny & Associates el 2018. Està formada per 7 components que provenen en la seva majoria de la regió de Kansai. El grup va anunciar el seu debut oficial el 28 de juliol de 2021, sota el segell discogràfic J Storm. El seu senzill de debut, Ubu Love, va ser posat a la venda el 12 de novembre de 2021.
Naniwa Danshi és el tercer grup de l'agència Johnny & Associates originari de la regió de Kansai que debuta de manera oficial després de Kanjani Eight i Johnny's West. El mot «naniwa» es refereix al nom d'un barri de la ciutat d'Osaka, al Japó, mentre que «danshi» significa «noi» o «home» en japonès.

## Història
Naniwa Danshi és produït per Tadayoshi Okura, membre de Kanjani Eight. Inicialment va ser format com a unitat dintre dels Kansai Johnny's Jr. l'any 2018. El grup va ser anunciat públicament a través de la revista POTATO.
El 5 de gener de 2021, Naniwa Danshi, juntament amb dos grups més dels Kansai Johnny's Jr., anomenats Ae! i Lil Kansai, es van unir al canal oficial de Youtube dels Johnny's Jr., reemplaçant de manera indirecta a SixTONES i Snow Man, després del debut d'aquests dos grups, que va suposar la seva sortida del canal.
El debut oficial del grup va ser anunciat durant el seu concert Naniwa Danshi First Arena Tour 2021 #NaniwaDanshiShikaKatan al Yokohama Arena. Juntament amb el llançament del seu CD de debut, es va anunciar també l'obertura d'un compte d'Instagram. Alhora, van llicenciar-se del canal de Youtube dels Johnny's Jr. i es va obrir el seu canal propi.

## Membres
- Daigo Nishihata (西畑 大吾, Nishihata Daigo)
- Ryusei Onishi (大西 流星, Ōnishi Ryūsei)
- Shunsuke Michieda (道枝 駿佑, Michieda Shunsuke)
- Kyohei Takahashi (高橋 恭平, Takahashi Kyōhei)
- Kento Nagao (長尾 謙杜, Nagao Kento)
- Joichiro Fujiwara (藤原 丈一郎, Fujiwara Jōichirō) - Sublíder[8]
- Kazuya Ohashi (大橋 和也, Ōhashi Kazuya) - Líder[8]

## Discografia

### Pre-debut
Alguns cançons de Naniwa Danshi anteriors al seu debut consten a la web oficial de la JASRAC.
- "Naniwa Lucky Boy!!" (なにわLucky Boy!!)
- "Diamond Smile" (ダイヤモンドスマイル)
- "Aoharu ~With U With Me~" (アオハル〜with U with me〜)
- "Bokusora ~Ashiato no Nai Mirai~" (僕空〜足跡のない未来〜)
- "2 Faced"
- "Seven Stars"
- " Shall we...?"
- "Soda Pop Love"
- "Time View -Hatenaku Tsuzuku Michi-" (Time View-果てなく続く道-)
- "Yobaiboshi" (夜這星)

### Senzills
| Títol                 | Informació | Vendes            | Certificacions | Posició al rànquing Oricon |
| --------------------- | --- | ----------------- | -------------- | -------------------------- |
| "Ubu Love" (初心LOVE) | - Llançament: 12 de novembre de 2021 - La cançó Ubu Love s'utilitza com a tema de la sèrie My Love Mix-Up! - Segell: J Storm | - Oricon: 630 000 |                | 1                          |